# Jugureni (okręg Prahova)
Jugureni – wieś w Rumunii, w okręgu Prahova, w gminie Jugureni. W 2011 roku liczyła 241 mieszkańców.